# Buk u Krásné Lípy
Buk u Krásné Lípy je památný strom - buk lesní (Fagus sylvatica) v Krušných horách. Roste v remízku na mírném svahu východně od silnice Krásná Lípa – Šindelová, zhruba 200 m jihovýchodně od kostela v Krásné Lípě v okrese Sokolov v Karlovarském kraji.
Strom má mohutnou a hustou, odspodu zavětvenou korunu s dlouhými paprskovitými větvemi.
Obvod kmene měří 385 cm, koruna stromu sahá do výšky 20 m (měření 2014).
Je chráněn od roku 2016 především pro vysokou estetickou hodnotu a strom významný stářím a vzrůstem. Jedná se o buk lesní, který je v Krušných horách původní.

## Stromy vokolí
- Lípa u památníku
- Modřín v Horní Oboře
- Klen v Horní Oboře
- Jíva v Horní Oboře
- Jasan v bývalých Milířích